# グデルメス
座標: 北緯43度21分 東経46度06分 / 北緯43.350度 東経46.100度
グデルメス（ロシア語: Гудермес, ラテン文字表記の例: Gudermes, チェチェン語: Гуьмсе, Gümse）はロシア連邦の北カフカーズにあるチェチェン共和国の都市。人口は6万4376人（2021年）。テレク川の支流スンジャ川にグムス川（Güms）が合流する場所に位置し、首都グロズヌイからは東へ36キロメートル。

## 歴史
グデルメスという地名はグムス川に由来する。19世紀の文書にはグデルメスは登場しているものの、1941年までは小さな農村であった。しかしこの年、ロストフ・ナ・ドヌ・グロズヌイ・バクーを結ぶ東西方向の幹線鉄道（北カフカース鉄道）と、モズドク方面への支線、アストラハン方面への路線が交わる駅となったことで発展するようになった。

## 産業・交通
グデルメスでは鉄道関係の産業のほか、石油採掘も盛んに行われていた。第一次チェチェン紛争では激しい戦場となったため大きな損害を受けた。現在、完全には立ち直っていないが、徐々に復興しつつある。
グデルメスの東にはダゲスタン共和国との境界線がある。また連邦高速道路M29号線と、バクーやマハチカラへ向かう鉄道が街を東西に通る。

## 出身者
- ルスラン・ヤマダエフ　政治家、1961年–2008年
- スリム・ヤマダエフ　軍事指導者、1973年-2009年